# HD209202
HD209202 — хімічно пекулярна зоря спектрального класу A3, що має видиму зоряну величину в смузі V приблизно  8,2.
Вона  розташована на відстані близько 756,7 світлових років від Сонця.